# Centrala Przesiedleńcza w Łodzi

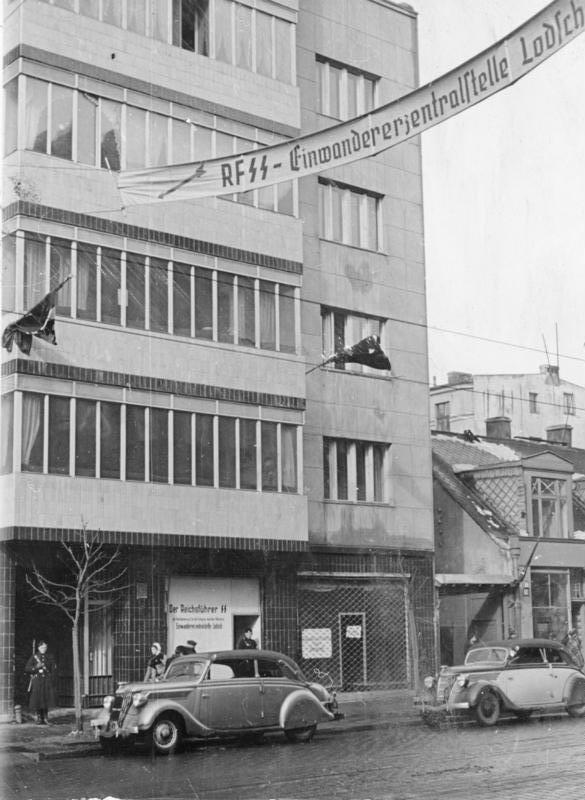
Siedziba Centrali „Północ-Wschód” Komisariatu Rzeszy do spraw Umacniania Niemczyzny, a także Centrala Przesiedleńcza w Łodzi, Adolf-Hitler Straße 133 (obecnie Łódź, ul. Piotrkowska 133)

Centrala Przesiedleńcza w Łodzi (niem. – Umwandererzentralstelle [UWZ], Dienstestelle – Litzmannstadt) – oddział łódzki (Dienststelle) Centrali Przesiedleńczej z Poznania (niem. Umwandererzentralstelle in Posen, UWZ). Oddział uruchomiony został w maju 1940 r. pod kierownictwem SS-Obersturmbannführera Hermanna Krumeya i był kluczowym w koncepcji oraz systemie wysiedlenia ludności polskiej z terenów Polski włączonych do III Rzeszy oraz z Zamojszczyzny. Siedziba oddziału znajdowała się w kamienicy przy Adolf-Hitler-Straße (obecnej ul. Piotrkowskiej) 133.

## Okoliczności powstania
Koncepcja gruntownej germanizacji ziem polskich włączonych do III Rzeszy, motywowana doktryną polityczną i wojskową Niemiec tzw. Lebensraum, czyli „poszerzania przestrzeni życiowej”, pojawiła się na długo przed atakiem na Polskę w 1939 roku. Po zakończeniu działań wojennych i przystąpieniu do organizacji władz okupacyjnych zagarniętych ziem (polska część Śląska, Wielkopolska, polskie Pomorze oraz część Mazowsza) program germanizacji zaczął być realizowany przede wszystkim poprzez wysiedlenia.
Przeprowadzenie akcji wysiedleńczo-germanizacyjnej Adolf Hitler zlecił SS-Reichsführerowi SS – Heinrichowi Himmlerowi, mianując go Komisarzem Rzeszy do Umacniania Niemczyzny (Reichskommisar für die Festigung deutschen Volkstums). Centralne planowanie akcji było skoncentrowane w kierowanym przez niego Głównym Urzędzie Bezpieczeństwa Rzeszy, a dokładnie w departamencie IV D (IV – Tajna Policja Gestapo, IV D – Tereny okupowane przez Niemcy. Cudzoziemscy robotnicy w Niemczech) RSHA. Szczegółowe plany w poszczególnych okręgach (Gau) realizowali okręgowi pełnomocnicy H. Himmlera. W Kraju Warty takim pełnomocnikiem został jego namiestnik – Arthur Greiser, który bezpośrednie działania w tym zakresie delegował na wyższego d-cę SS i policji Warthegau – SS-Gruppenführer Wilhelma Koppego.
11 listopada 1939 r. powstał w stolicy Kraju Warty – Poznaniu, Specjalny Sztab do Wysiedlania Polaków i Żydów, wkrótce przekształcony w Urząd ds. Wysiedlania Polaków i Żydów (Umwandererzentralstelle (UWZ)). Jego zadaniem było ogólne kierownictwo i koordynacja wysiedleń w Kraju Warty. Dla praktycznej realizacji tych akcji UWZ na początku 1940 r. utworzył ekspozyturę w Litzmannstadt (Łodzi), której z kolei podlegało szesnaście ekspozytur terenowych. Od 1942 r., z powodu znacznego zmniejszenia skali wysiedleń, już tylko trzy: w Inowrocławiu, Łodzi i Poznaniu. Niezwykle aktywna i efektywna działalność jej kierownika H. Krumeya została dostrzeżona przez najwyższych przełożonych toteż od 1941 r. Główny Urząd Bezpieczeństwa Rzeszy przekazywał swe polecenia bezpośrednio do Krumeya. Oddziałowi zlecono też ewidencję i kontrolę wszystkich transportów wysiedleńczych z Kraju Warty, a później i wysiedlenie Polaków z Zamojszczyzny.

## Utworzenie oddziału Centrali Przesiedleńczej w Łodzi
Już na początku 1940 roku utworzono w Łodzi ekspozyturę Oddziału Urzędu ds. Wysiedleń Polaków i Żydów, którą po reorganizacji przekształcono w maju 1940 roku w Oddział Łódzki podlegającej Centrali Przesiedleńczej w Poznaniu (niem. Umwandererzentralstelle in Posen, UWZ). Całość podlegała IV Departamentowi Głównego Urzędu Bezpieczeństwa Rzeszy (RSHA). Lokalizację w mieście Łodzi wybrano ze względu na bliskie położenie wobec tzw. Kraju Warty, skąd Niemcy rozpoczęli masowe wysiedlenia ludności polskiej oraz ze względu na dobrze rozbudowany węzeł komunikacyjny umożliwiający masowy transport wysiedlanych z Kraju Warty Polaków do Generalnego Gubernatorstwa.
Centrala mieściła się przy ulicy Adolf-Hitler-Straße 133 i była kierowana przez SS-Obersturmbannführera Hermanna Krumeya. W mieście utworzono sieć obozów przesiedleńczych podlegających centrali, w których dokonywano selekcji rasowej i rozdzielano wysiedlonych na kilka podstawowych grup: dzieci przeznaczonych do germanizacji, osób przeznaczonych na roboty przymusowe do Niemiec, osób kierowanych do obozów koncentracyjnych i więzień oraz kierowanych do przesiedlenia w Generalnym Gubernatorstwie.
Obozy przesiedleńcze podlegające centrali w Łodzi mogły jednorazowo pomieścić ok. 15 000 przesiedleńców i były strzeżone przez oddział wartowniczy w liczbie 360 żołnierzy.

## Struktura organizacyjna centrali
Centralą kierował SS-Obersturmbannführer Hermann Krumey, a jego zastępcą był SS-Hauptsturmführer Hermann Püschel. Początkowo kierownictwu podlegało siedem referatów, z których najważniejszymi były: Referat III (inspekcja obozów) – pod kierownictwem SS-Hauptsturmführera Aloisa Schwarzhubera, referat VI (opieka lekarska), referat VII (współpraca z policją) – pod kierownictwem majora policji Hagelsteina zastąpionego przez Hauptmana Schutzpolizei Kreuzhofena. Od 1941 roku organizacja centrali została zmieniona i utworzono trzy wydziały podzielone na 8 sekcji:
- Dział I (niem. Amt I Verwaltung) – administracyjny, pod kierownictwem Hilmara Haarbruckera,
- Dział II (niem. Amt II Aussiedlungen) – wysiedleńczy, dzielący się na 6 sekcji – pod kierownictwem Hermanna Püschela
  - Sekcja I – Inspekcja Obozów (niem. Lagerinspektion)
  - Sekcja II – Opieka lekarska (niem. Arztliche Betreuung)
- Dział III (niem. Amt III Polizeiensatz) – użycie policji, pod kierownictwem Hermanna Krumeya. Dzielił się on na dwie sekcje:
  - Sekcja I – użycie policji porządkowej (niem. Ordnungspolizeilicher Einsatz)
  - Sekcja II – poszukiwania (niem. Fahndung)

## System obozów przesiedleńczych w Łodzi
- Centrala Przesiedleńcza w Łodzi (niem. Umwandererzentralstelle in Litzmanstadt) – centrala mieściła się przy ulicy Piotrkowskiej 133 (wówczas Adolf-Hitler-Straße), kierował nią SS-Obersturmbannführera Hermann Krumey. Centrali podlegały następujące obozy przesiedleńcze:
  - Centralny obóz przesiedleńczy (niem. Durchgangslager I der Umwandererzentralstelle Posen, Dienststelle Litzmannstadt) – mieszczący się w Łodzi, w budynkach po dawnej fabryce tkanin B.A. Gliksmana przy ulicy Łąkowej 4 (niem. Wiesenstraße) znajdujących się w obrębie dzisiejszej dzielnicy Polesie. Komendantami byli Ertel, Albert Sauer oraz Erich Lorenz.
  - Obóz przesiedleńczy (niem. Umsiedlungslager) – przy ulicy Żeligowskiego 41/43 (przed wojną ul. Leszno – niem. Luisenstraße). Komendantami byli kolejno SS-Unterscharführer Artur Schutz[5], SS-Hauptsturmführer Fritz Jobski i SS-man o nazwisku Goede.
  - Obóz przesiedleńczy (niem. Umsiedlungslager) – przy ul. M. Kopernika 55 (niem.Friedrich- Gossler-Straße), w przedwojennej fabryce watoliny Ginsberga i Kosińskiego. Komendantem był SS-Obersturmführer Max Andritzke; obóz funkcjonował do końca marca 1941 r., następnie przekazany do dyspozycji łódzkiego Arbeitsamtu, był miejscem gromadzenia osób wysyłanych do pracy przymusowej w Niemczech; prawdopodobnie jego kierownikiem był łódzki volksdeutsch – Weiss, a nadzór z ramienia Arbeitsamtu sprawowali jego urzędnicy – Dejbus i Horn[6].
  - Obóz przesiedleńczy (niem. Umsiedlungslager) – przy ul. Hutora 32. Komendantem był SS-Untersturmführer Ludwig Witthinrich zastąpiony przez Ernsta Krügera.
  - Filie łódzkiej centrali przesiedleńczej poza Łodzią:
    - Obóz przesiedleńczy w Konstantynowie (niem. Durchgangslager Konstantinow) – filia centrali łódzkiej, utworzony 5.01.1940[3] w zlikwidowanej fabryce włókienniczej K. Steinerta i braci Schweikert przy ulicy Łódzkiej 27. Komendantem był SS-Rottenführer Huhn.
    - Obóz przesiedleńczy w Zamościu – filia centrali łódzkiej utworzona podczas wysiedleń Polaków z terenów Zamojszczyzny.

W okresie tzw. „dzikich wysiedleń”, tj. od października 1939 do około lutego 1940 r., powstało na terenie kilka doraźnych obozów przesiedleńczych. Jeden z największych został pomieszczony w fabryce Samuela Abbego na Radogoszczu. Inne np. w fabryce Bayera przy obecnej ul. Pabianickiej (tablica pamiątkowa przed znacznie przebudowanym budynkiem frontowym) czy w hali targowej na Górnym Rynku.

## Przesiedleńcy
Kolejnymi przesiedleńcami łódzkiej centrali byli mieszkańcy z łódzkiego osiedla im. Montwiłła-Mireckiego. Wysiedlono wówczas około 5000 łodzian podczas dwóch nocnych akcji na przełomie 1 stycznia i 14/15 stycznia 1940 roku. Ludzie mieli 15–20 minut na ubranie się i zabranie najpotrzebniejszych rzeczy, po czym przewożono ich do dawnej fabryki tkanin B.A. Gliksmana przy ul. Łąkowej 4, gdzie znajdował się Centralny obóz przesiedleńczy (niem. Durchgangslager I der Umwandererzentralstelle Posen, Dienststelle Litzmannstadt). W okresie późniejszym wysiedleń dokonywano także w innych miejscowościach rejencji łódzkiej. Wielu Polaków, w tym również dzieci, deportowano do Rzeszy na przymusowe roboty z Pabianic oraz Sieradza. W sumie w latach 1939–1945 wysiedlono z rejencji łódzkiej około 444 tys. osób narodowości polskiej (25% ludności).
Kolejnymi przesiedleńcami przetrzymywanymi w łódzkich obozach przesiedleńczych byli Polacy wysiedlani z terenów Wielkopolski, zwanej przez Niemców Krajem Warty. Najbardziej zmasowaną akcję przesiedleńczą przeprowadzono w zimie 1940 roku, od stycznia do marca, podczas wielkich mrozów. Do końca 1940 r. wysiedlenia objęły już ponad 250 tys. osób. Większość wysiedlonych poznaniaków przez łódzkie obozy kierowano do Generalnego Gubernatorstwa.